# Thomas Blackwell
Pour les articles homonymes, voir Blackwell.
Thomas Blackwell (4 août 1701, Aberdeen - 8 mars 1757) est un écrivain écossais et professeur de langue grecque.

## Ouvrages
- Lettres sur la Mythologie, 1748, traduit en 1779 ;
- Mémoires de la cour d'Auguste, 1752-1757. 
Traduction française par Feutry en 1757
À la mort de Blackwell, l'encyclopédiste John Mills termina le troisième volume et le publia en 1763.
Traduction française par Quatremère de Roissy en 1799.